# Sisó crestat
El sisó crestat (Lophotis ruficrista) és una espècie de gran ocell de la família dels otídids (Otididae) que habita sabanes de l'Àfrica Meridional, des del sud d'Angola, deZàmbia i de Moçambic, cap al sud, per Zimbàbue, Namíbia i Botswana, fins a Sud-àfrica.